# Gitanopsis bispinosa
Gitanopsis bispinosa är en kräftdjursart som först beskrevs av Boeck 1871.  Gitanopsis bispinosa ingår i släktet Gitanopsis och familjen Amphilochidae. Arten har ej påträffats i Sverige. Inga underarter finns listade i Catalogue of Life.